# Cruz del Rayo
Cruz del Rayo – stacja metra w Madrycie, na linii 9. Znajduje się w dzielnicy Chamartín, w Madrycie i zlokalizowana jest pomiędzy stacjami Concha Espina i Avenida de América. Została otwarta 3 czerwca 1983.